# Lipie (Nowy Skoszyn)
Lipie – część wsi Nowy Skoszyn w Polsce, położona w województwie świętokrzyskim, w powiecie ostrowieckim, w gminie Waśniów.
Wieś szlachecka położona była w drugiej połowie XVI wieku w powiecie rawskim ziemi rawskiej województwa rawskiego. W latach 1975—1998 Lipie administracyjnie należała do województwa kieleckiego.